# گورستان شواز
گورستان شواز مربوط به سدهٔ ۶ ه.ق است و در شهرستان تفت، بخش نصرآباد، روستای شواز واقع شده و این اثر در تاریخ ۱۰ خرداد ۱۳۸۲ با شمارهٔ ثبت ۹۱۲۴ به‌عنوان یکی از آثار ملی ایران به ثبت رسیده است.